# Ibn Ziad (distrito)
Ibn Ziad é um distrito localizado na província de Constantina, Argélia, e cuja capital é a cidade de mesmo nome, Ibn Ziad. A população total do distrito era de 23 489 habitantes, em 2008.[carece de fontes?]

## Municípios
O distrito está dividido em dois municípios:
- Ibn Ziad
- Messaoud Boudjeriou